# Mina Hoegel
Wilhelmine (Mina, Minna) Hoegel, auch Högel (*  16. Juni 1849 in Wien; † 15. März 1929 ebenda), war eine österreichische Malerin und Restauratorin. Von 1890 bis 1900 war sie Präsidentin des Vereins der Schriftstellerinnen und Künstlerinnen Wien.

## Leben
Mina Hoegel war eine Tochter von Johann Baptist Hoegel (1820–1889), der englische Sprache und Literatur am k.k. Polytechnischen Institut in Wien lehrte. Der Jurist und Autor Hugo Ritter von Hoegel (1854–1921) war ihr Bruder.
Mina Hoegel begann um 1865, sich die Kunst des Malens autodidaktisch anzueignen. Ermuntert durch den Bildhauer und Medailleur Josef Cesar besuchte sie die  Gemäldegalerien der Akademie der bildenden Künste Wien und des Belvedere, wo sie das Kopieren alter Meister übte. Hierbei wurde sie von dem Maler und Restaurateur Erasmus Engert unterstützt. Bald erhielt sie erste Kopieraufträge gegen Bezahlung.
Auch als Malerin von Originalen trat Hoegel in Erscheinung. Sie schuf Porträts, später auch Genrebilder, Tierstücke und Stillleben. 1869 präsentierte sie bei einer Ausstellung im Wiener Künstlerhaus ein Porträt des Schauspielers Joseph Lewinsky, der ein Schüler ihres Vaters gewesen war und einige Jahre in der Nachbarschaft ihrer Familie in der Rauhensteingasse (1. Bezirk) gewohnt hatte. 1876 nahm sie an der Weltausstellung in Philadelphia teil und wurde für ihr Wildstillleben mit einer Medaille ausgezeichnet. 1912 präsentierte sie als Gast der Acht Künstlerinnen im Salon Pisko ein Tierstück.
Hoegels künstlerische Arbeit wurde durch Krankheiten erschwert, so führte eine chronische Trigeminusneuralgie dazu, dass sie die Porträtmalerei aufgab. Nach einer teilweisen Lähmung infolge einer Ischialgie war sie zudem auch beim Malen auf einen Gehstock angewiesen.
Ab 1870 lebte Mina Hoegel unter einer eigenen Adresse (u. a. vor 1896 in der Technikerstraße 1 (Mondscheinhaus) im 4. Bezirk, später Untere Augartenstraße 5 im 2. Bezirk). Sie hatte sich wohl im Streit von ihrer Familie getrennt und war darauf angewiesen, selbst ihren Lebensunterhalt zu verdienen. 1878 restaurierte sie im Auftrag des Grafen Kolowrat die Bildgalerie des Schlosses Rychnov nad Kněžnou. Auch dieses Arbeitsgebiet erschloss sie sich autodidaktisch, generell lehnte sie es ab, jemand anderes Schülerin zu sein. Eine Reihe weiterer Restaurationsaufträge folgten, so dass Hoegel sich nun fast ausschließlich dieser künstlerischen Tätigkeit widmete.

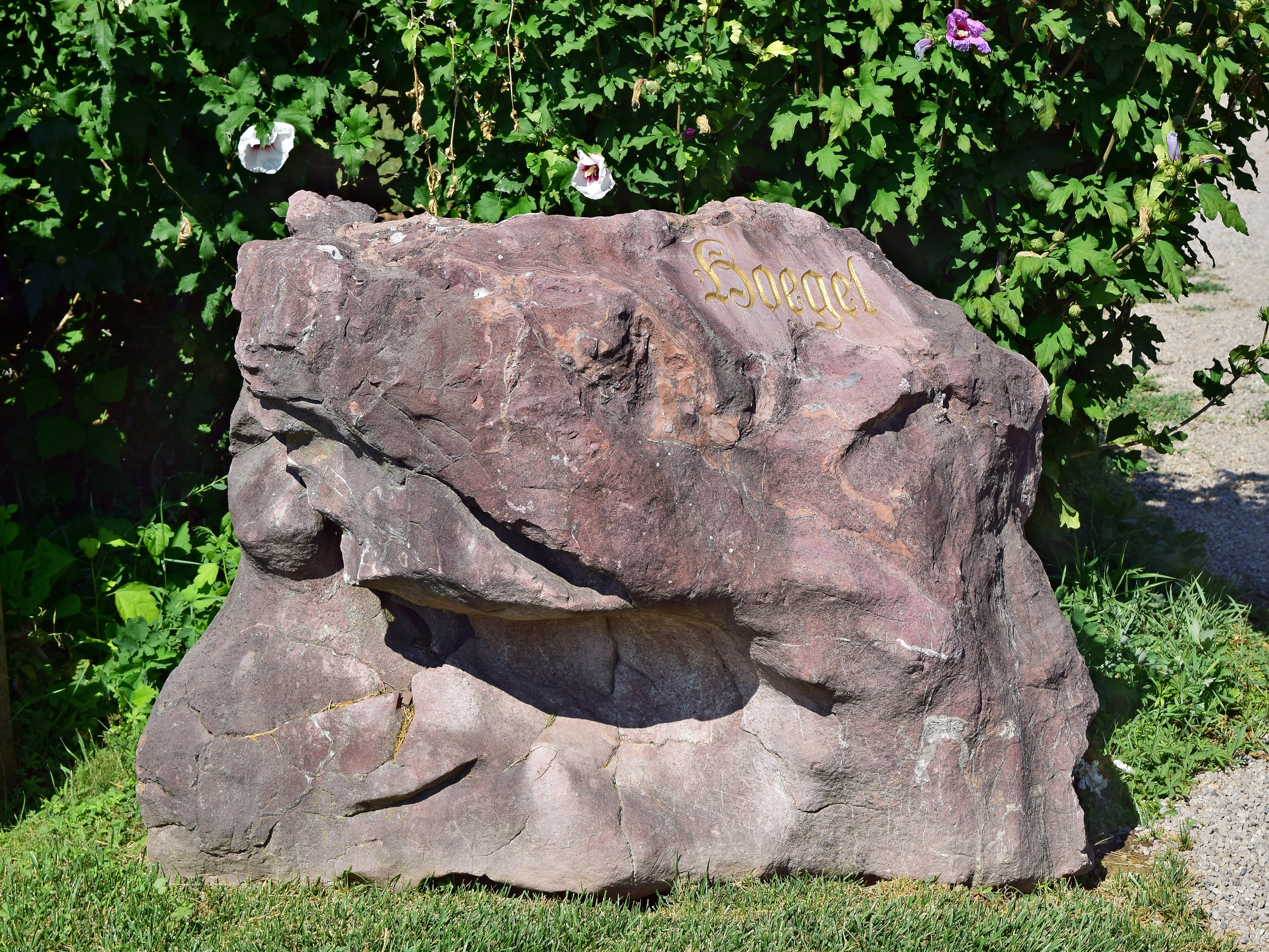
Ehrengrab Hoegel auf dem Wiener Zentralfriedhof

Hoegel wurde zu einer anerkannten Expertin auf dem Gebiet der Gemälderestauration mit einem internationalen Ruf bei Kunsthändlern und Sammlern. Da sie eine Frau war, blieb ihr jedoch eine leitende Stellung in Galerien versagt, was zu Streitigkeiten führte. Die Leitung einer Schule für Restauration schlug sie aus, da sie keine Schüler für Positionen ausbilden wollte, die ihr selbst verweigert wurden. Nachdrücklich setzte sie sich für die Rechte der Frauen ein.
Im Berichtsjahr 1886/1887 trat Hoegel dem Verein der Schriftstellerinnen und Künstlerinnen Wien bei. Im April 1887 wurde sie zur Vizepräsidentin des Vereins gewählt und 1890 zur Präsidentin. Sie war dort als Führungspersönlichkeit anerkannt, teilweise entwickelte sich eine Art  „Verehrungskult“ um ihre Person. Sie schärfte das Profil der Organisation als „Hilfsverein für in Not geratene Kolleginnen“ und begründete einen Pensionsfonds. Unter ihrer Leitung hielt der Verein Distanz zu Aktivitäten der politischen Frauenbewegung, deren Aussichten sie als gering einschätzte, und lehnte den Zusammenschluss aller österreichischen Frauenvereine zu einem Bündnis als verfrüht ab. 1900 trat Hoegel als Präsidentin zurück. Gleichzeitig wurde sie zum Ehrenmitglied ernannt. Danach wurde sie noch bis 1918/1919 als Mitglied des Ausschusses des Vereins geführt. Ihre Mitgliedschaft endete 1926/1927.
Hoegel starb 1929 im Alter von 79 Jahren in Wien. Sie wurde zunächst im Familiengrab am Grinzinger Friedhof beigesetzt. 1987 wurden ihre sterblichen Überreste zusammen mit denen ihres Bruders und einer vermutlichen Schwester in ein Ehrengrab am Wiener Zentralfriedhof überführt.

## Werke (Auswahl)

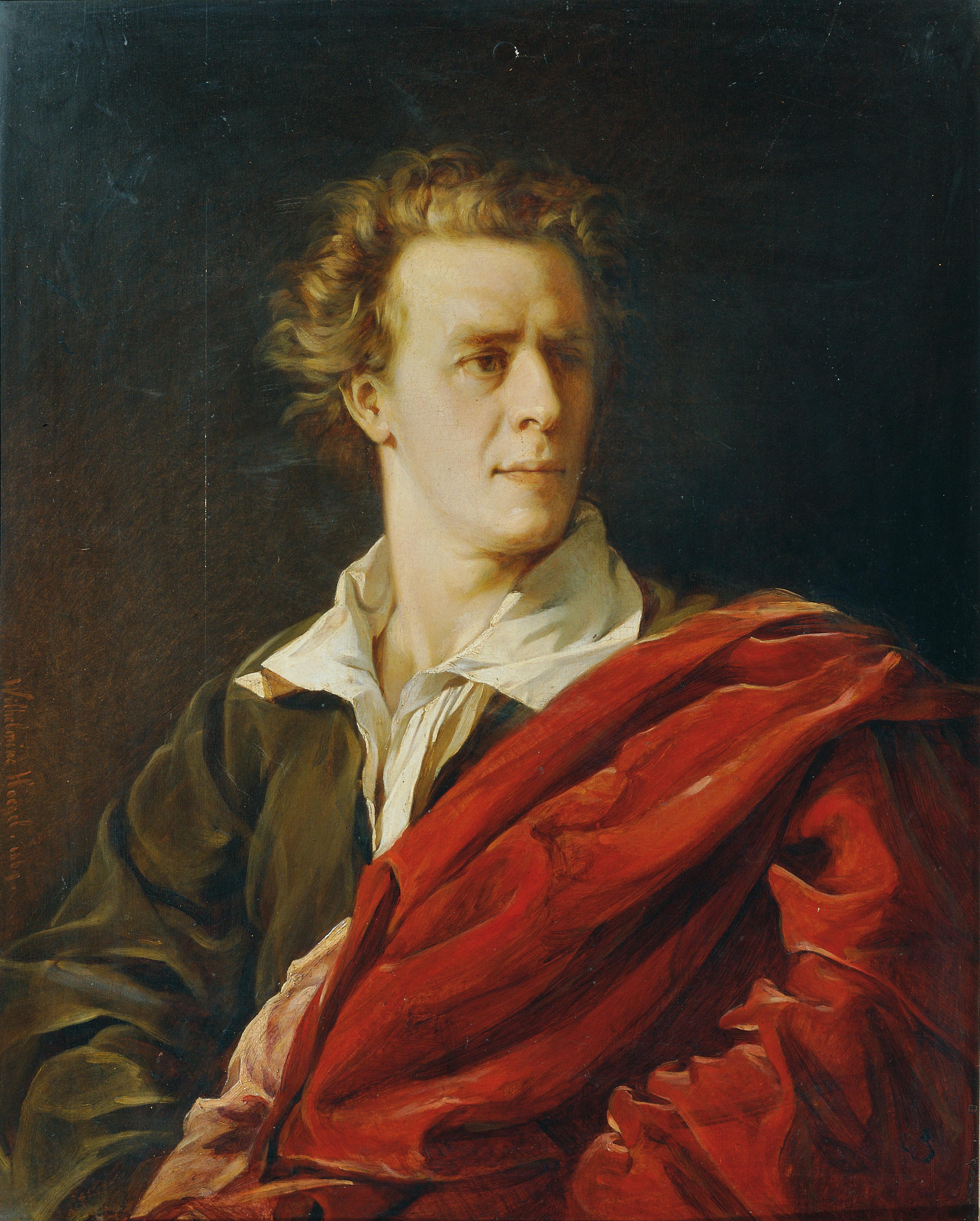
Der Schauspieler Josef Lewinsky

- Der Schauspieler Josef Lewinsky, 1869, Öl auf Holz, 82 × 64 cm, Signatur rechts seitlich „Wilhelmine Hoegel. 1869.“, Sammlung Belvedere[12]
- Herbstblumen, Öl, 1874 Ausstellung Österreichischer Kunst-Verein[13]
- Stall-Interieur mit einer Häsin, 1880 Verlosung Kunstverein für Böhmen[14]
- Blumen- und Fruchtstillleben, Öl, 1888
- Vanitas/Memento Mori
- Welpen, Öl[15]

## Ausstellungen (Auswahl)
- 1869: Wiener Künstlerhaus
- 1874: Österreichischer Kunst-Verein, Wien
- 1876: Centennial Exhibition, Philadelphia
- 1912: Acht Künstlerinnen und ihre Gäste, Salon Pisko, Wien